# Udvar-kő
Az Udvar-kő Magyarország fokozottan védett barlangjai közül az egyik. A Bükki Nemzeti Park területén található. Az ország egyetlen szakadéktöbre. Ennek a beszakadt tetejű víznyelőnek a barlangterme látványos természeti jelenség.

## Leírás
A Bükk-fennsík Kis-fennsíkján van. Egy Ny és egy ÉNy felől érkező víznyelőtöbörsor egyesülésénél, az Örvény-kőre vezető turistaút mellett található. A nyelő kapujához közel, a felszín alatt négy–öt nagy járat találkozott, amelyeknek a vize egy nagy méretű termet vájt és oldott ki a triász időszaki mészkőben. Ennek a felszínhez közel kialakult barlangteremnek a mennyezete beomlott és így jött létre az Udvar-kő.
A kapuja 3–3,5 m széles és 1,5–2 m magas. A szakadéktöbör függőleges falú, 18–22 m átmérőjű és 18 m mély. Kőzettömbök nehezítik a bejárását. A kapujához közel, két-három méter magasan rövid üregek nyílnak. Az Udvar-kő délkeleti alján lévő nyelőjárat felett egy 12 méter hosszú kürtő nyílik a sziklakatlan peremére. A katlan felett sok, kis méretű üreg és rövid átjáró nyílik a mészkőfalban. Arra, hogy egykor barlang volt, ezek a cseppkő bekérgeződéses barlangroncsok, valamint a lejárati sziklakapu lehet a bizonyíték.
Mivel jelentős a szélessége és a mélysége a sziklatöbörnek, ezért sajátos a hőmérséklete és a légnedvessége, valamint a hótakarójának és a növényzetének a viszonya. Nyáron az alján a felszíni hőmérséklethez képest akár 10–14 °C-kal alacsonyabb hőmérséklet is gyakran előfordul. Levegője nedvesebb a környező erdők páradús levegőjénél. Ezért gazdag moszatokban, mohákban, páfrányokban, penészgombákban és tömlősgombákban. A megszokottnál nagyobb méretűek itt a májmohák és lombosmohák egyedei. Mivel hócsapdaként működik, havas telek után, például az 1998–1999-es tél után megtörtént, hogy a hónapokig megmaradó, egy–két méter vastag hó alatt szinte nyomtalanul elpusztult az alján a növényzet.
Előfordul a barlang az irodalmában Dante pokla (Schőnviszky 1937), Dante Pokla (Bertalan 1976), Dante-pokla (Bertalan, Schőnviszky 1973–1974), Sziklakapus viznyelő (Bertalan 1976), Sziklakapus-víznyelő (Hevesi 1977), Udvar-kő (Kordos 1975), Udvarkő (Boros 1935), Udvarkő-barlang (Lénárt 1976), Udvarkői-barlang (Szeghalmy 1940), Udvar-kői-barlang  (Bertalan, Schőnviszky 1973–1974), Udvarkői barlang (Schőnviszky 1937), Udvarkői-barlangrom (Szeghalmy 1940), Udvarkői-rombarlang (Lénárt 1975), Udvarkői-szakadékdolina (Lénárt 1979), Udvarkői szakadéktöbör (Jakucs, Kessler 1962), Udvar-kői szakadéktöbör (Lénárt 1979), Udvarkői-viznyelőbarlang (Várszegi, Kositzki 1964) és Udvarkői viznyelő barlang (Várszegi, Kositzki 1964) neveken is.

## Kutatástörténet
A barlang először az 1932-ben napvilágot látott Bükk útikalauzban lett említve. Az 1940-ben kiadott, Felvidék című könyv szerint Diósgyőrtől két és fél órányira, a Kaszásréti-forrás közelében található ez a nagyon érdekes, turisták által gyakran látogatott barlangrom, amelynek már csak hatalmas sziklakapuja és néhány oldalfülkéje van meg. A többi részét a víz pusztító hatása tüntette el. Beroskadt falai festői sziklaalakzatokban gazdag, helyenként vad és ijesztő sziklavilágot mutatnak, ezért a turisták okkal nevezték el Dante poklának. A barlangtól nem messze van a Csókási-barlang.
1964-ben a Miskolci Bányász Sportkör Természetjáró és Karsztkutató Szakosztálya végzett bontó munkát benne és következtetéseket vontak le a hóval borított Udvar-kőről. 1974-ben a bükki természetvédelmi tábor biológusai az Udvarkő szakadéktöbörnek növényzetét és környezetének madarait tanulmányozták. 1975-ben a Nyíregyházi Tanárképző Főiskola Barlangkutató Csoportjának tagjai mikroklíma méréseket végeztek benne. Ebben az évben a MEAFC Marcel Loubens Barlangkutató Szakcsoport megállapítása szerint összefügg a Kő-lyuk barlangcsoporttal, név szerint a Kő-lyukkal, a Kő-lyuk 3.-mal és a Hillebrand Jenő-barlanggal.

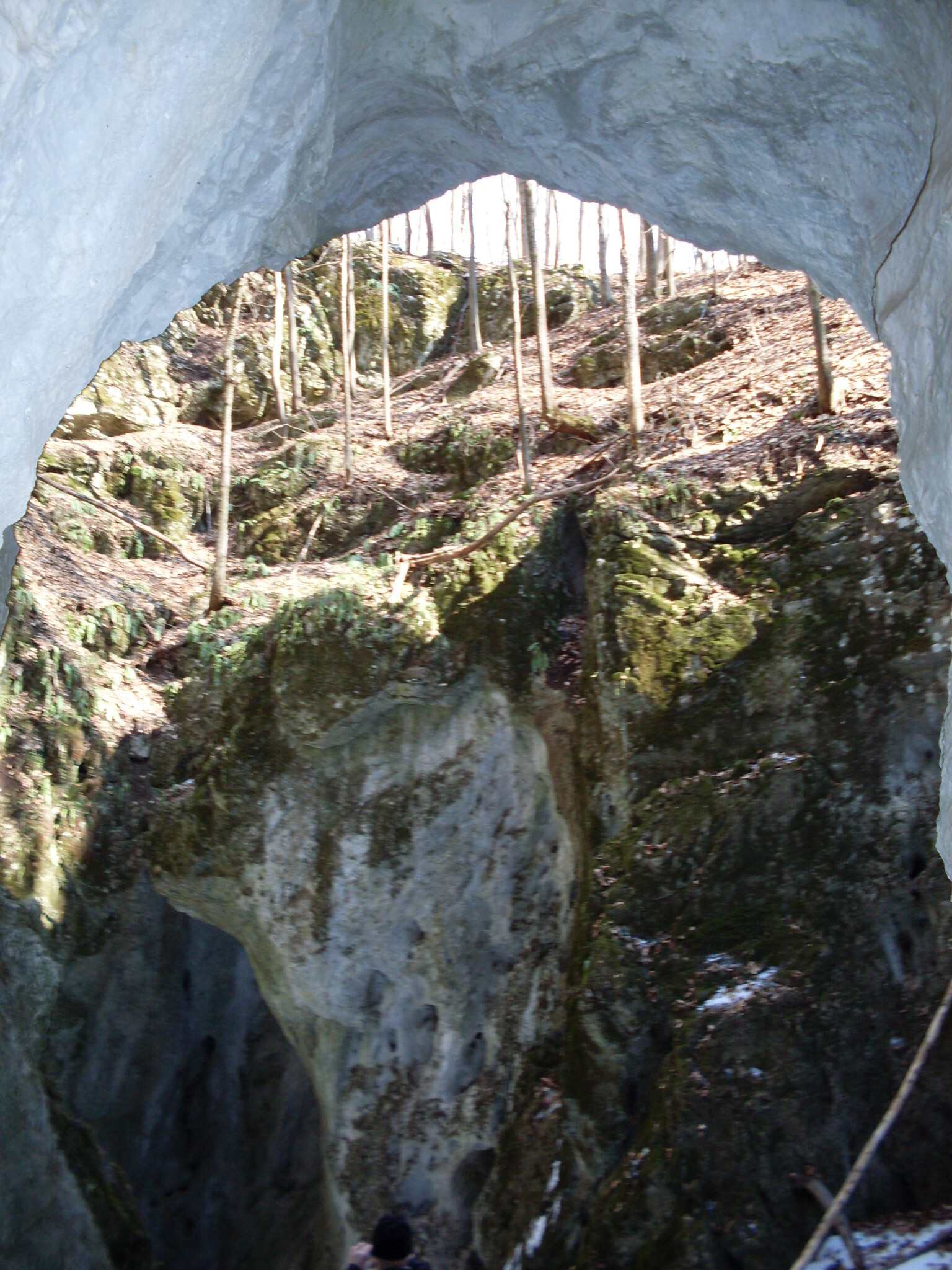
Részlet az Udvar-kőből

A Nyíregyházi Főiskola Barlangkutató Csoport 1976-ban kutatta klímáját, hőmérsékletét, páratartalmát és légmozgás mérést, valamint külszíni léghőmérséklet vizsgálatot végzett és alaprajz térképet készített a barlangról. 1976-ban vált országos jelentőségű barlanggá az 5300-as (Bükk) barlangkataszteri területen lévő Udvarkő. Az 1976-ban kiadott, Bertalan Károly és Schőnviszky László által összeállított Magyar barlangtani bibliográfia barlangnévmutatójában meg van említve a Bükk hegységben, Varbón lévő barlang Udvar-kői-barlang néven Dante-pokla névváltozattal. A barlangnévmutatóban fel van sorolva 3 irodalmi mű, amelyek foglalkoznak a barlanggal.
Az 1976-ban befejezett, Magyarország barlangleltára című kéziratban az olvasható, hogy a Bükk hegységben, Varbón elhelyezkedő Udvar-kő további nevei Dante Pokla és Sziklakapus viznyelő. A Kaszás-rétről Csókásra vezető piros turistaút jobb oldalán, 425 m tszf. magasságban található. Bejárata sziklakapu. A barlang 25 m hosszú és 20 m mély. Beszakadt barlangterem. Turisztikai hasznosítása van. Különleges geomorfológiai forma és tájképileg különleges bagolytanya. Bontást és feltárást végezni benne veszélyes tájképileg. A kézirat barlangra vonatkozó része 6 irodalmi mű alapján lett írva. Az 1976-ban összeállított, országos jelentőségű barlangok listájában lévő barlangnevek pontosítása után, 1977. május 30-án összeállított, országos jelentőségű barlangok listáján rajta van a Bükk hegységben, Varbón található barlang Udvar-kő néven.
Az 1979-ben megjelent, Barlangok a Bükkben című könyvben szó van arról, hogy a piros kereszt jelzést követve lehet eljutni az Udvarkői-barlanghoz, amelyet Sziklakapus-víznyelőként és Dante Poklaként is ismernek. Ez a Bükk hegység leghatalmasabb szakadékdolinája, mely régen víznyelőbarlang volt. Jelenleg kis üregei, kürtői és sziklakapu alakú egykori barlangbejárata bizonyítják barlang voltát. A 20 m-nél nagyobb meredek falakon és a szakadékdolinában összegyűlt bedőlt fatörzseken, ágakon különleges növényritkaságok élnek. Az Udvar-kőtől ÉK-re 300 m-re van a Kő-lyuk barlangcsoport. A kiadványban van egy fénykép, amelyen az udvar-kői szakadéktöbör alja figyelhető meg. A könyvhöz mellékelt, a Bükk hegység barlangokban leggazdagabb területét bemutató térképen látható a 9-es számmal jelölt barlang földrajzi elhelyezkedése.

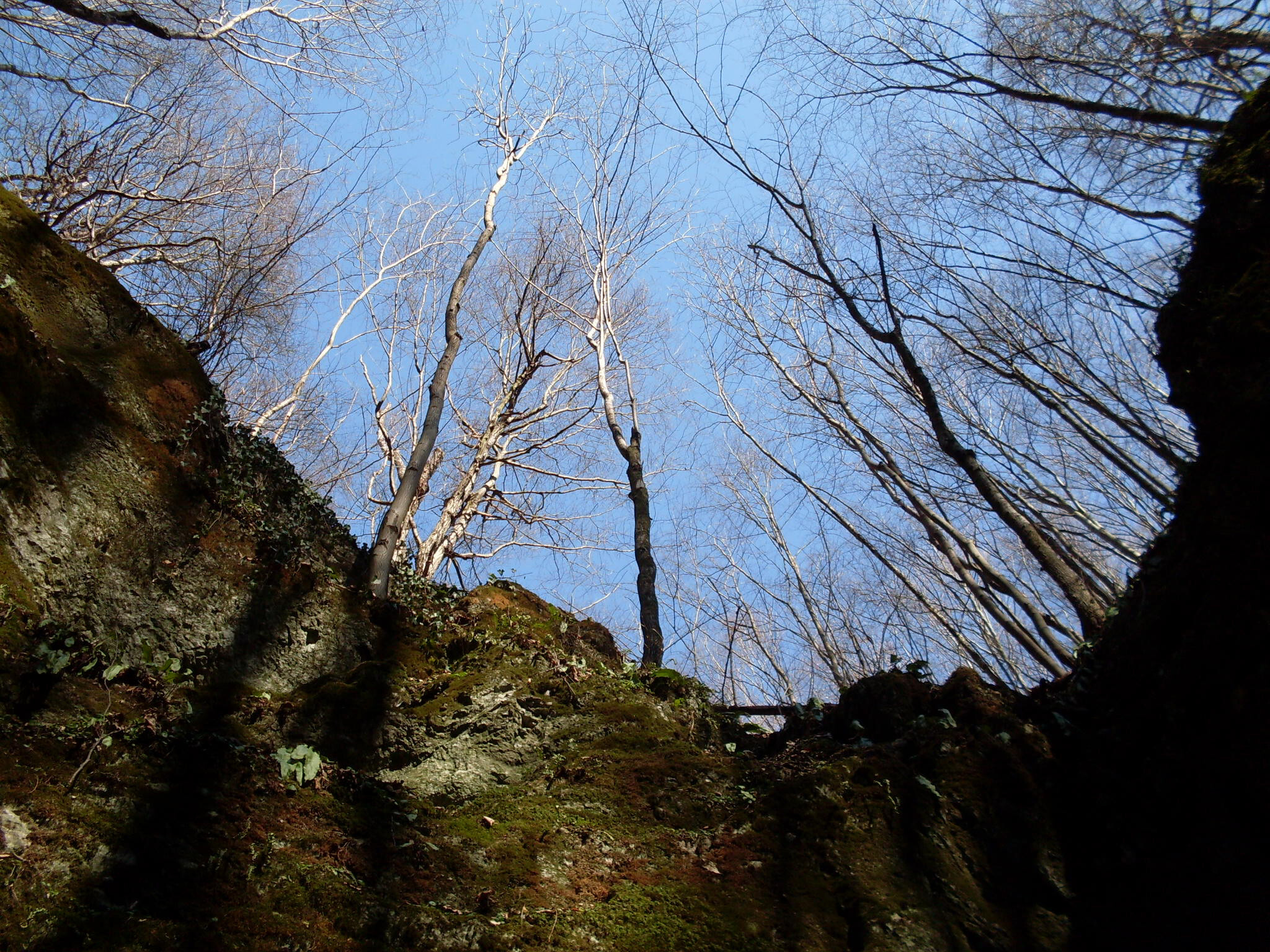
Kilátás az Udvar-kőből

Az 1980. évi Karszt és Barlang 1. félévi számában publikálva lett, hogy a kiemelt jelentőségű Udvar-kő az 5300-as barlangkataszteri területen (Bükk hegység) helyezkedik el. A barlangnak 5363/6. a barlangkataszteri száma. Az MKBT Dokumentációs Bizottsága a helyszínen el fogja helyezni, a többi kiemelt jelentőségű barlanghoz hasonlóan, a barlang fémlapba ütött barlangkataszteri számát. A barlangkataszteri szám beütéséhez alapul szolgáló fémlap ugyanolyan lesz mint a többi kiemelt jelentőségű barlang fémlapja.
1982. július 1-től az Országos Környezet- és Természetvédelmi Hivatal elnökének 1/1982. (III. 15.) OKTH számú rendelkezése (1. §. és 3. §., illetve 5. sz. melléklet) értelmében a Bükk hegységben lévő Udvar-kő fokozottan védett barlang. Fokozottan védett barlang morfológiai jelentősége miatt lett. Az 1982. szeptember–októberi MKBT Műsorfüzetben meg van említve, hogy a Bükk hegységben található Udvar-kő fokozottan védett barlang. A felsorolásban a barlangnevek az MKBT által jóváhagyott és használt helyesírás szerint, javított formában lettek közölve. Az 1984-ben kiadott, Magyarország barlangjai című könyv országos barlanglistájában szerepel a Bükk hegységben lévő barlang Udvar-kő néven Dante pokla és Sziklakapus-víznyelő névváltozatokkal. A listához kapcsolódóan látható az Aggteleki-karszt és a Bükk hegység barlangjainak földrajzi elhelyezkedését bemutató, 1:500 000-es méretarányú térképen a barlang földrajzi elhelyezkedése.

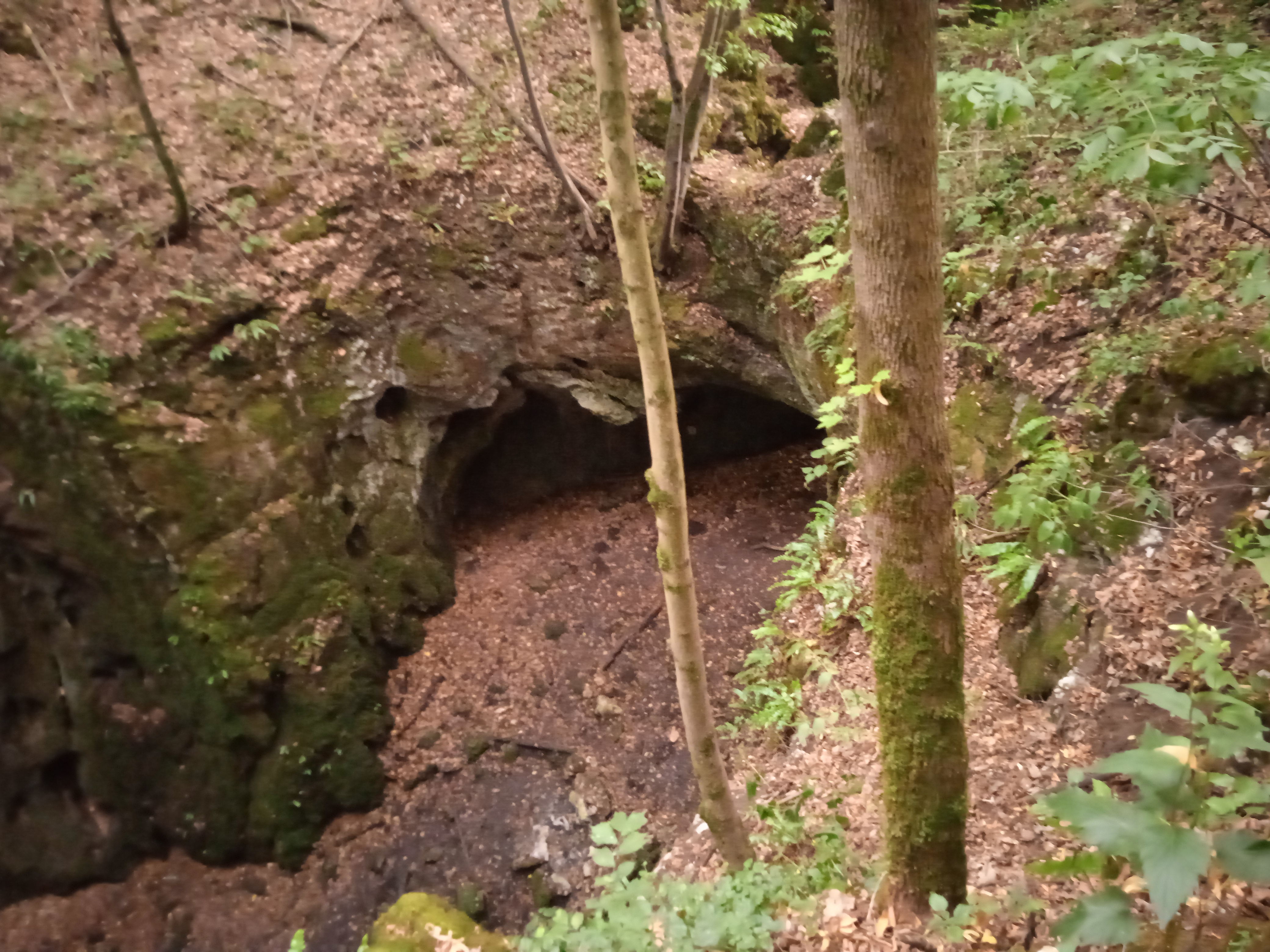
Az Udvar-kő egyik része

Az 1985. évi Karszt és Barlangban ismertetve van, hogy az Udvarkő-barlang volt az egyik helyszíne a VMTE Hatos csoport által rendezett 1984. évi Kinizsi Kupa országos barlangversenynek, amelyet a BEAC Barlangkutató Csoport tagjai (Király G., Németh T., Rajczy M.) nyertek. 2001. május 17-től a környezetvédelmi miniszter 13/2001. (V. 9.) KöM rendeletének értelmében a Bükk hegység területén lévő Udvar-kő fokozottan védett barlang. Egyidejűleg a fokozottan védett barlangok körének megállapításáról szóló 1/1982. (III. 15.) OKTH rendelkezés hatályát veszti.
A 2005-ben napvilágot látott, Magyar hegyisport és turista enciklopédia című kiadványban önálló szócikke van a barlangnak. A szócikk szerint az Udvar-kő a Bükk hegységben található és fokozottan védett természeti érték. Az Örvény-kőre vezető turistaút mellett, 385 m tengerszint feletti magasságban helyezkedik el. Nevezik Dante-poklának és Sziklakapus víznyelőnek is. Egy barlangterem beszakadásával jött létre triász mészkőben. A látványos karsztobjektum függőleges falú, 20 m mély és 15 m átmérőjű. Barlang eredetére utal több cseppkő-bekérgeződéses barlangroncs és a lejárati sziklakapu. Hatalmas kőzetblokkok nehezítik alján a járást.
2005. szeptember 1-től a környezetvédelmi és vízügyi miniszter 23/2005. (VIII. 31.) KvVM rendelete szerint a Bükk hegységben lévő Udvar-kő fokozottan védett barlang. A 2006. évi Karszt és Barlangban meg van említve, hogy a Dunántúlon egyedülálló a Várgesztesi-zsomboly, de a Bükk hegységben lévő Udvar-kő méretével nem vetekszik. Csizmadia Tünde és Szabó R. Zoltán 2014-ben felmérték a barlangot, majd Szabó R. Zoltán a felmérés adatainak felhasználásával, 2015-ben megszerkesztette a barlang alaprajz térképét és vetített-hosszmetszet térképét. 2015. november 3-tól a földművelésügyi miniszter 66/2015. (X. 26.) FM rendelete szerint az Udvar-kő (Bükk hegység) fokozottan védett barlang.

## További irodalom
- Jakucs László: Szerelmetes barlangjaim. Budapest, Akadémiai Kiadó, 1993. 144. old.
- Vértes László: Húsvéti barlangjárás. Természetbarát, 1947. (27. évf.) 5–6. old.